# Zóri

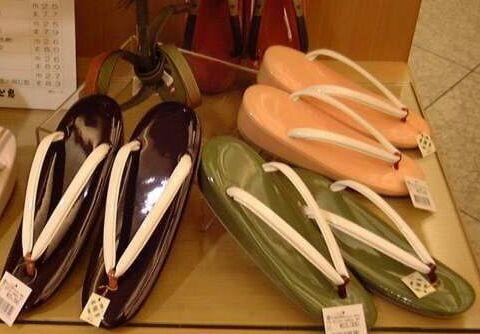
Moderní plastové dámské zóri

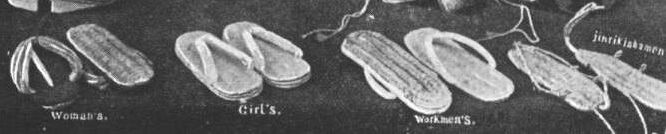
Slaměné zóri z 19. století

Zóri (japonsky: 草履; zóri) jsou japonské páskové sandály vyráběné z rýžové slámy (případně slámy jiných rostlin), lakovaného dřeva nebo stále častěji ze syntetických materiálů. Zóri jsou podobné sandálům známým v Česku jako „vietnamky“, které se poprvé objevily po druhé světové válce na Novém Zélandu, v Austrálii a ve Spojených státech jako plastová napodobenina tradiční japonské obuvi.

## Japonci je milují
V Japonsku jsou zóri považovány za nejpohodlnější a univerzální obuv. Zóri se mohou namočit a uschnou během několika minut. Konvenční obuv tlačí prsty k sobě, křiví tvar chodidel, neodvádí pot a to vše vede ke zdravotím problémům, které mohou mít nepříjemné následky. Jako všechny japonské sandály dovolují zóri vzduchu cirkulovat kolem nohy, což je vlastnost, která je zásadní ve vlhkém japonském klimatu. Zóri jsou lehké, zdravé a levné.
Tradiční zóri jsou k vidění nejčastěji v kombinaci s tradičním oblečením. Jsou neodmyslitelným doplňkem formálního kimona. V dnešní době se vyrábějí i moderní varianty tradiční japonské obuvi, které dávají důraz na pohodlnější nošení. Zóri se dají nosit téměř všude. Pro Japonce je důležité, že se dají snadno zout, což je přirozené v zemi, kde je zvykem zouvat se před vstupem do domu.
Lidé často nosí zóri i v zimě. Ze začátku je nutné se trochu otužit, ale Japonci zastávají názor, že dokud nepotřebujete rukavice, nepotřebujete ani ponožky. V případě nutnosti se tradičně do zóri nosí bavlněné ponožky s oddělenými prsty tabi.